# Duolva Duottar
Duolva Duottar és un grup de música rap sami de Noruega que canta en sami septentrional. El grup es va formar el 2007 per Ole Mahtte Gaup, Ivan André Skum i Fred Buljo, i es va donar a conèixer el 2008 quan es va presentar al talent concurs de talents Norske Talenter. Un dels jutges no els va voler permetre continuar-hi perquè no entenia les lletres de les cançons, però finalment van poder arribar fins a la finar i van quedar a la quarta posició. El 2011 van llançar el seu primer disc Da lea Duolva Duottar. El 2017 Ivan Andre Skum va haver d'abandonar el grup.

## Discografia
- 2011 Da lea Duolva Duottar